# 七條大橋

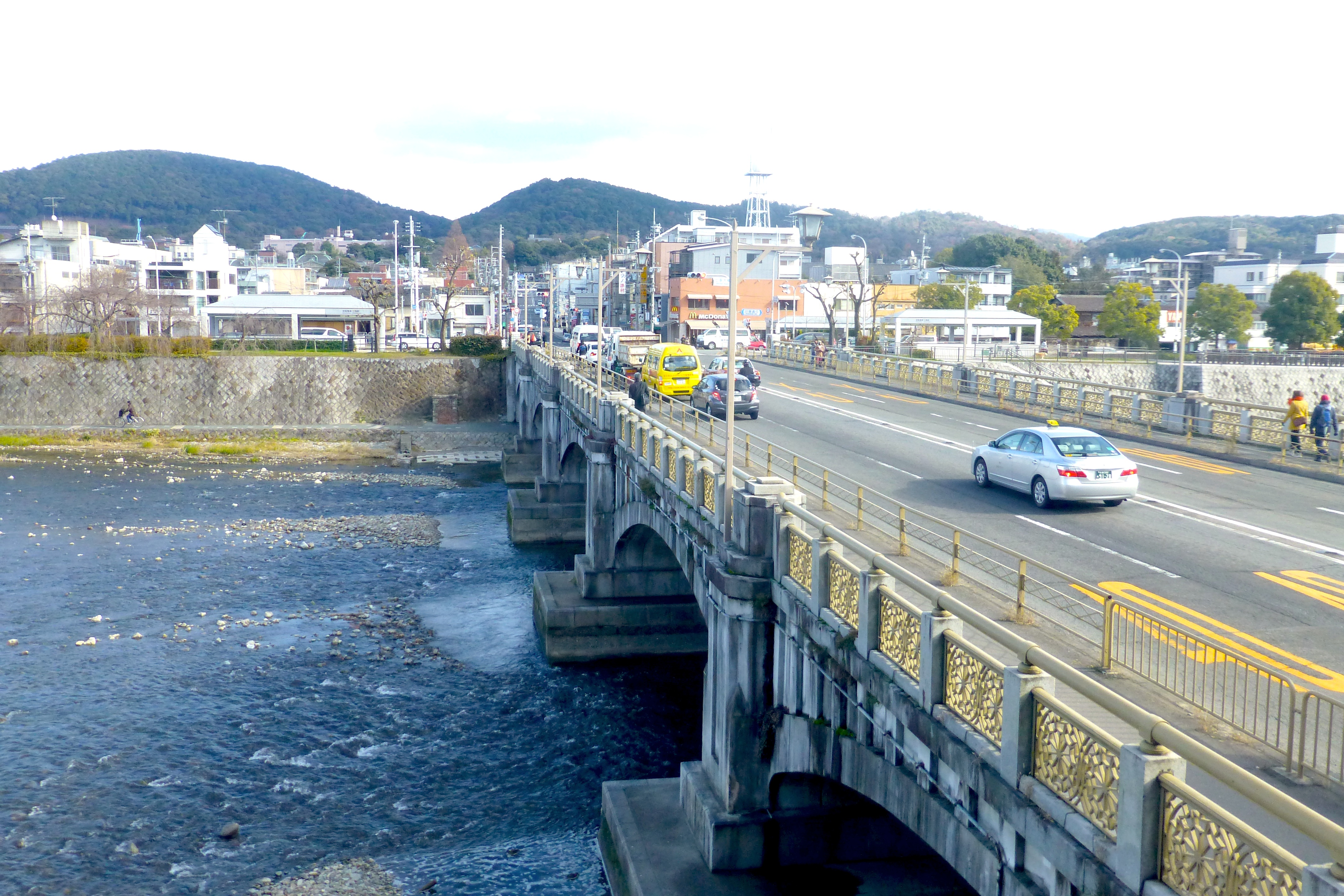

七條大橋（日语：七条大橋、しちじょうおおはし）是京都府京都市鴨川上的一座橋樑，也是鴨川上現存橋樑中最古老的橋樑。這座大橋全長81.9公尺，寬15.24公尺。

## 外部連結
- 「沿線お出かけ情報」京阪沿線の名橋を渡る・シリーズ9『七条大橋』 （页面存档备份，存于）、京阪電気鉄道
- 柴田畦作 （页面存档备份，存于）、歴史が眠る多磨霊園